# Grand Hotel (film, 1932)
Pour les articles homonymes, voir Grand Hôtel.
Pour plus de détails, voir Fiche technique et Distribution.
Grand Hotel est un film américain réalisé par Edmund Goulding, sorti en 1932. 
Ce mélodrame est considéré comme le premier film à posséder une distribution entièrement composée de stars. L'affiche du film met d'ailleurs en valeur cet élément avec cinq étoiles représentant les visages des acteurs et actrices principaux.

## Synopsis
Plusieurs personnages plus ou moins en rupture avec leur monde se croisent et se rencontrent au Grand Hotel de Berlin. On y rencontre l'industriel Preysing qui doit impérativement signer la fusion de son entreprise pour en assurer la survie ; un de ses anciens employés, Otto Kringelein, qui souhaite profiter des quelques semaines qui lui restent à vivre ; Flaemmchen, une sténographe requise pour la signature de la fusion ; la ballerine russe Grusinskaya qui soupire après ses succès passés et le baron Felix von Gaigern que l'adversité a transformé en voleur d'hôtel pour rembourser ses dettes. La ballerine s'éprend du voleur.

## Fiche technique
- Titre original : Grand Hotel
- Titre québécois : Grand Hôtel[2]
- Réalisation : Edmund Goulding

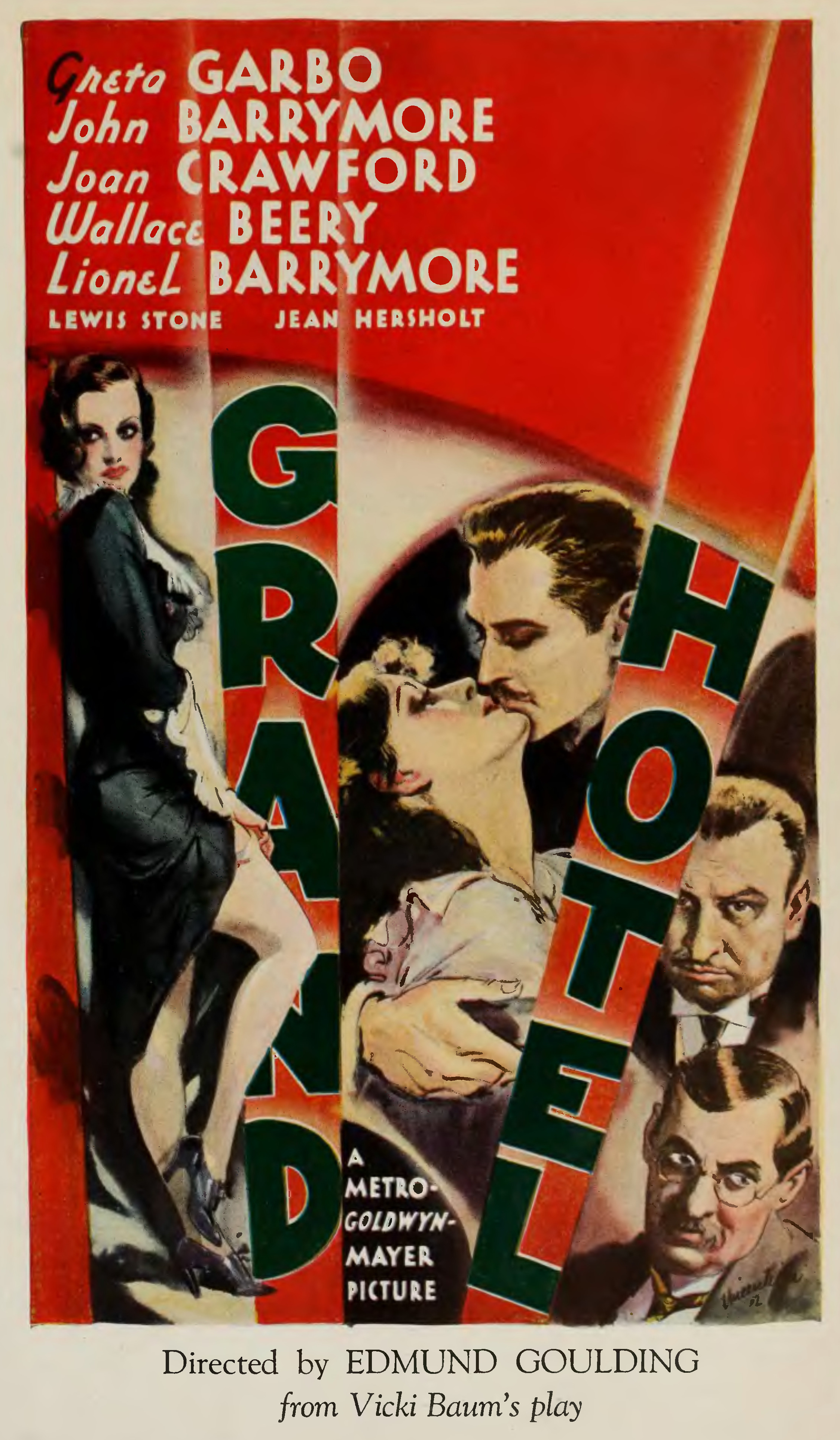
Annonce pour le film dans le magazine The Film Daily.

- Scénario : William A. Drake et Béla Balázs (non crédité) d'après le roman Menschen im Hotel de Vicki Baum et la pièce Grand Hotel de William A. Drake
- Adaptation : William A. Drake (non crédité)
- Photographie : William H. Daniels
- Montage : Blanche Sewell
- Musique : William Axt et Charles Maxwell (non crédités)
- Direction artistique : Cedric Gibbons
- Costumes : Adrian
- Producteurs : Irving Thalberg (non crédité) - Paul Bern
- Société de production : Metro-Goldwyn-Mayer
- Société de distribution : Metro-Goldwyn-Mayer
- Directeur musical : Herbert Stothart (non crédité)
- Pays de production :  États-Unis
- Format : Noir et blanc — 35 mm — 1,37:1 — Son : Mono (Western Electric Sound System)
- Genre : Film dramatique, Mélodrame
- Durée : 112 minutes (1 h 52)
- Dates de sortie :
  - États-Unis : 12 avril 1932 (première à New York), 11 septembre 1932 (sortie nationale)
  - France : 15 juillet 1932

## Distribution
- Greta Garbo (VF : Claude Marcy) : Grusinskaya, danseuse
- John Barrymore (VF : Claude Allain) : Baron Felix von Geigern
- Joan Crawford (VF : Isabelle Kloukowsky) : Flaemmchen, secrétaire
- Wallace Beery : Preysing, directeur-général
- Lionel Barrymore (VF : René Fleur) : Otto Kringelein
- Lewis Stone : Dr. Otternschlag
- Jean Hersholt : Senf, personnel de hall
- Robert McWade : Meierheim
- Purnell Pratt : Zinnowitz
- Ferdinand Gottschalk : Pimenov, maître de ballet
- Rafaela Ottiano : Suzette
- Morgan Wallace : Chauffeur
- Tully Marshall : Gerstenkorn
- Frank Conroy : Rohna
- Murray Kinnell : Schweimann
- Edwin Maxwell : Dr. Waitz

Et, parmi les acteurs non crédités
- John Davidson : Le directeur de l'hôtel
- Greta Meyer : La gouvernante dans la chambre 174
- Sarah Padden : La femme de ménage dans la chambre 174
- Rolfe Sedan : Un client au bar

## Production

### Genèse du film

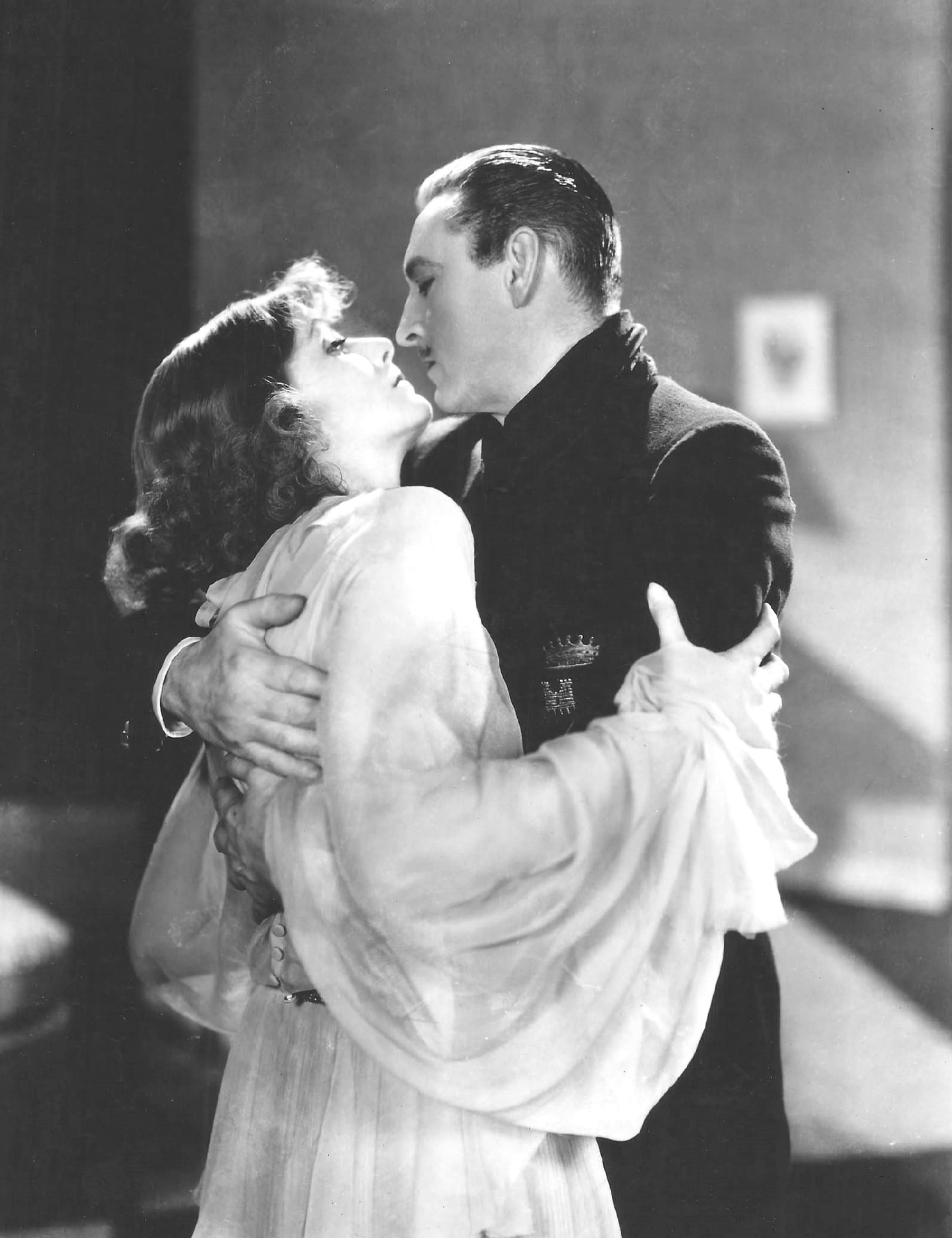
Greta Garbo et John Barrymore.

En 1929, Vicki Baum publie en Allemagne le roman Menschen im Hotel qui s'avère rapidement un succès. La structure de celui-ci aidant, elle le porte sur scène dans la foulée : la pièce ouvre le 26 janvier 1930 à Berlin. Devant le nouveau succès rencontré, la MGM acquiert les droits pour treize mille dollars et demande au dramaturge et scénariste américain William A. Drake de l'adapter. La pièce est montée à Broadway le 13 novembre de la même année sous le titre Grand Hotel. Devant la confirmation du succès, Irving Thalberg décide d'une adaptation sur grand écran, et demande à Drake et Béla Balázs d'en écrire le scénario. Il innove également en cherchant à associer sur la même affiche les grands noms de la MGM. Greta Garbo est pressentie dès le début du projet, même si son accent suédois pose question pour interpréter une ballerine russe. En revanche, l'attribution des autres rôles va fluctuer : le baron von Gaigern est successivement attribué à John Gilbert puis à Clark Gable, Buster Keaton est envisagé pour le rôle de Kringelein, alors que dans un premier temps Joan Crawford refuse de partager l'affiche avec Garbo. Elle finira par accepter, sans partager aucune scène avec Garbo et donnera une des interprétations majeures de sa carrière. Finalement, au côté des deux stars féminines sont rassemblés d'autres grandes vedettes masculines de l'époque : Wallace Beery et les deux frères John et Lionel Barrymore.

### Réalisation

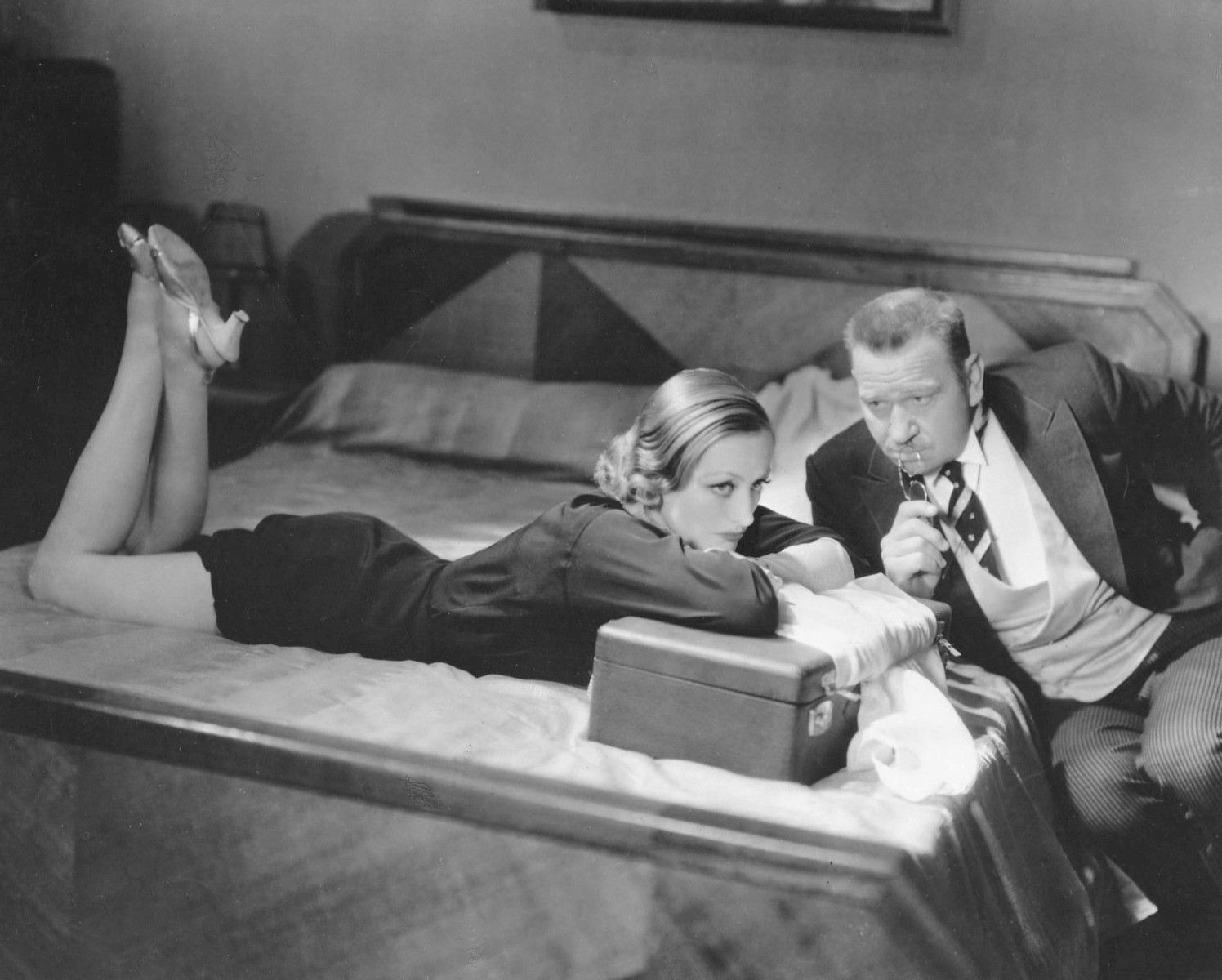
Joan Crawford et Wallace Beery

Entièrement tourné en studio, le film est l'objet d'une grande préparation et d'innovations de réalisation, notamment dans les séquences du début. L'image mêle de grands mouvements fluides de caméra, et des plans séquences cadrant des déplacements de personnages et figurants soigneusement cadencés. Placée au-dessus de la réception circulaire de l'hôtel, la caméra offre également un panoramique à 360° de la vie de l'hôtel.
Le film s'ouvre sur le standard téléphonique de l'hôtel (sur lequel il reviendra à plusieurs reprises ultérieurement), ce qui permet une transition vers la scène d'exposition : les protagonistes masculins se succèdent dans la cabine téléphonique, et leur monologue permet de placer très rapidement les intrigues propres à chacun et leur psychologie. En contrepoint, les deux héroïnes interviennent beaucoup plus tard : après que le projet de réunion consacrée à la fusion de Preysing a mentionné qu'une secrétaire est attendue, la caméra extrait Joan Crawford de la foule du hall d'entrée et l'accompagne vers les protagonistes masculins. Encore plus tard, la caméra pénétrera dans la chambre de Garbo qui émergera de ses édredons.
Si son origine théâtrale se ressent ponctuellement, le film bénéficie d'un scénario teinté de mélodrame mais caractérisé par le contraste de plusieurs rôles principaux, opposant avec acuité la personnalité de Greta Garbo, à nouveau habillée par Adrian, à la jeune impétuosité de Joan Crawford, la tendresse amère de Lionel Barrymore à l'égoïsme de Wallace Beery. Tous ces personnages sont plus ou moins concernés par des questions d'argent, allant jusqu'à amener le personnage de Crawford à une forme de prostitution. Goulding obtient surtout de ses acteurs des interprétations auxquelles tous les publics ont adhéré depuis la sortie du film, ce qui lui permet d'être considéré comme un des tout premiers grands classiques du cinéma parlant et fait l'objet de diffusions régulières.

### Influences
Grand Hotel est un lieu clos où se mêlent la séduction, la négociation, l'amour, l'ambition, la recherche des plaisirs, la fugacité, la rivalité, l'amitié et la mort. Il est en cela le grand précurseur des films choral, et d'une des caractéristiques du cinéma américain à rassembler en un lieu une micro-société (de la caravane de La Chevauchée fantastique au boeing d'Airport...)
En cette époque du début du parlant, le central téléphonique fait office de catalyseur et se retrouvera souvent comme élément intégré au cadre des histoires, à commencer quelques mois plus tard dans le film franco-allemand Allô Berlin ? Ici Paris ! de Julien Duvivier.
L'œuvre initiale de Vicki Baum a été adaptée deux autres fois au cinéma :
- Week-end au Waldorf (Weekend at the Waldorf), film américain de Robert Z. Leonard en 1945, avec Ginger Rogers et Lana Turner
- Grand Hotel (Menschen im Hotel), film germano-français de Gottfried Reinhardt en 1959, avec Michèle Morgan.

Enfin, c'est dans ce film que Garbo prononce sa célèbre réplique : « I want to be alone » (Je veux être seule), nommée la trentième plus célèbre citation du cinéma américain-  cependant que le Dr. Otternschlag (Lewis Stone) soupire au début comme à la fin du film : « Grand Hotel. People come and go. Nothing ever happens » (« Grand Hôtel. Des gens vont et viennent. Il ne se passe jamais rien »).

## Récompenses et distinctions
- National Film Preservation Board en 2007.
- Oscar du meilleur film en 1932.